# FC Bălți
FC Bălți este un club de fotbal din Bălți, Republica Moldova, care în prezent evoluează în Liga Moldovei. Echipa își dispută meciurile de acasă pe Stadionul Orășenesc din Bălți, cu o capacitate de 5953 de locuri.
Clubul a fost fondat în anul 1984 cu denumirea FC Zarea Bălți (în rusă ФК Заря Бельцы), iar în 1991 a fost redenumit în FC Olimpia Bălți, pentru ca în iulie 2014 să revină la o variație a denumirii vechi transliterate - FC Zaria Bălți și din 2020 poartă actuală denumire. 

## Istorie

Logo-ul anterior

În 1984 s-a luat decizia ca RSS Moldovenească să poată alinia la startul celei de-a doua ligi a URSS trei echipe. Datorită acestei decizii Zarea Bălți a fost înființată în același an și a participat în liga a doua din URSS. Zarea Bălți a jucat în liga a doua din URSS până la destrămarea Uniunii Sovietice. Primul antrenor al echipei a fost Ivan Danilianț, care mai târziu a antrenat naționala Moldovei. În 1991, clubul și-a schimbat denumirea în Olimpia Bălți. FC Olimpia, alături de Zimbru, sunt singurele echipe care au jucat de la începutul formării Diviziei Naționale din Moldova până în prezent. Cea mai mare performanță a clubului a fost cucerirea medaliilor de bronz în sezoanele 1994–95 și 2009–10. În anul 2010 Olimpia a debutat în competițiile europene, participând în UEFA Europa League, cu antrenorul Nicolae Bunea pe bancă. La 1 martie 2012, Serghei Chiseliov, finanțatorul clubului, a anunțat că echipa se retrage din Divizia Națională în semn de protest față de conducerea Federației Moldovenești de Fotbal. În acceași zi Primăria Municipiului Bălți a precizat că echipa va continua să evolueze în Divizia Națională și va disputa meciurile cu jucătorii de la echipa a doua, discipoli ai școlii bălțene de fotbal.
La 7 martie 2013 Chiseliov a afirmat că nu mai are pretenții față de FMF și și-a cerut scuze de la Pavel Ciobanu. În același context, el a anunțat că renunță la intenția de a retrage echipa din campionat și va continua finanțarea ei. În iulie 2014, noua conducere a clubului, în frunte cu directorul general Ivan Coroliuc, managerul Grigorii Donțul și directorul tehnic Veaceslav Rogac, a anunțat că clubul își schimbă denumirea în Zaria Bălți, din cauza că proprietarul anterior al clubului a oferit drepturi pentru brandul „Olimpia” doar până la 1 iunie 2014. În primul sezon de la redenumire (2014/15) clubul s-a clasat pe locul 9 în campionat.

## Evoluții recente
| Sezon   | Campionat         | Campionat | Campionat | Campionat | Campionat | Campionat | Campionat | Campionat | Campionat | Cupa    | Supercupa | Europa | Europa |
| Sezon   | Divizia           | Poz.      | M         | V         | R         | Î         | GM        | GP        | P         | Cupa    | Supercupa | Europa | Europa |
| ------- | ----------------- | --------- | --------- | --------- | --------- | --------- | --------- | --------- | --------- | ------- | --------- | ------ | ------ |
| 1992    | Superliga         | 9         | 22        | 5         | 7         | 10        | 19        | 24        | 17        | –       | –         | –      | –      |
| 1992–93 | Liga Națională    | 7         | 30        | 14        | 6         | 10        | 40        | 28        | 34        | 1/4     | –         | –      | –      |
| 1993–94 | Liga Națională    | 5         | 30        | 13        | 8         | 9         | 35        | 41        | 34        | 1/4     | –         | –      | –      |
| 1994–95 | Liga Națională    | 3         | 26        | 17        | 6         | 3         | 53        | 24        | 57        | 1/4     | –         | –      | –      |
| 1995–96 | Liga Națională    | 5         | 30        | 19        | 6         | 5         | 55        | 25        | 63        | 1/32    | –         | –      | –      |
| 1996–97 | Divizia Națională | 5         | 30        | 18        | 6         | 6         | 75        | 34        | 60        | 1/2     | –         | –      | –      |
| 1997–98 | Divizia Națională | 6         | 26        | 12        | 8         | 6         | 40        | 21        | 44        | 1/16    | –         | –      | –      |
| 1998–99 | Divizia Națională | 5         | 26        | 7         | 9         | 10        | 14        | 22        | 30        | 1/2     | –         | –      | –      |
| 1999–00 | Divizia Națională | 6         | 36        | 13        | 7         | 16        | 42        | 51        | 46        | 1/4     | –         | –      | –      |
| 2000–01 | Divizia Națională | ↓ 8       | 28        | 3         | 5         | 20        | 19        | 49        | 14        | 1/4     | –         | –      | –      |
| 2001–02 | Divizia „A”       | 4         | 30        | 15        | 8         | 7         | 60        | 45        | 53        | –       | –         | –      | –      |
| 2002–03 | Divizia „A”       | 4         | 26        | 14        | 7         | 5         | 47        | 29        | 49        | –       | –         | –      | –      |
| 2003–04 | Divizia „A”       | 8         | 30        | 15        | 5         | 10        | 55        | 31        | 50        | 1/16    | –         | –      | –      |
| 2004–05 | Divizia „A”       | 3         | 30        | 21        | 6         | 3         | 63        | 22        | 69        | 1/16    | –         | –      | –      |
| 2005–06 | Divizia „A”       | 3         | 28        | 18        | 5         | 5         | 66        | 23        | 59        | 1/16    | –         | –      | –      |
| 2006–07 | Divizia Națională | 6         | 36        | 12        | 6         | 18        | 38        | 50        | 42        | 1/16    | –         | –      | –      |
| 2007–08 | Divizia Națională | 8         | 30        | 7         | 6         | 17        | 24        | 46        | 27        | 1/4     | –         | –      | –      |
| 2008–09 | Divizia Națională | 6         | 30        | 11        | 7         | 12        | 30        | 32        | 40        | 1/4     | –         | –      | –      |
| 2009–10 | Divizia Națională | 3         | 33        | 17        | 9         | 7         | 45        | 23        | 60        | 1/2     | –         | –      | –      |
| 2010–11 | Divizia Națională | 6         | 39        | 21        | 11        | 7         | 59        | 31        | 74        | R       | –         | UEL    | 2Q     |
| 2011–12 | Divizia Națională | 5         | 33        | 10        | 15        | 8         | 26        | 27        | 45        | 1/4     | –         | –      | –      |
| 2012–13 | Divizia Națională | 10        | 33        | 10        | 5         | 18        | 31        | 50        | 35        | 1/16    | –         | –      | –      |
| 2013–14 | Divizia Națională | 11        | 33        | 5         | 3         | 25        | 26        | 77        | 18        | 1/16    | –         | –      | –      |
| 2014–15 | Divizia Națională | 9         | 24        | 4         | 0         | 20        | 10        | 66        | 12        | 1/16    | –         | –      | –      |
| 2015–16 | Divizia Națională | 4         | 27        | 12        | 6         | 9         | 36        | 29        | 42        | C       | –         | –      | –      |
| 2016–17 | Divizia Națională | 4         | 30        | 20        | 5         | 5         | 56        | 21        | 65        | R       | R         | UEL    | 1Q     |
| 2017    | Divizia Națională | 5         | 18        | 7         | 3         | 8         | 28        | 20        | 24        | 1/4     | –         | UEL    | 2Q     |
| 2018    | Divizia Națională | ↓ 8       | 28        | 4         | 10        | 14        | 26        | 46        | 22        | 1/4     | –         | UEL    | 1Q     |
| 2019    | Divizia „A”       | 10        | 28        | 9         | 4         | 15        | 65        | 60        | 31        | Runda 1 | –         | –      | –      |
| 2020–21 | Divizia „A”       | 1         | 26        | 23        | 0         | 3         | 85        | 17        | 69        | Runda 2 | –         | –      | –      |
| 2021–22 | Divizia Națională | 5         | 28        | 11        | 3         | 14        | 39        | 39        | 36        | 1/4     | –         | –      | –      |
| 2022–23 | Super Liga        | 6         | 24        | 5         | 7         | 12        | 18        | 26        | 22        | R       | –         | –      | –      |
| 2023–24 | Super Liga        | 5         | 24        | 9         | 3         | 12        | 33        | 44        | 30        | 1/2     | –         | –      | –      |
| 2024–25 | Super Liga        | 5         | 24        | 7         | 7         | 10        | 27        | 33        | 28        | 1/4     | –         | –      | –      |

## Palmares
| Competiții naționale | Competiții internaționale                                                     |
| Liga Națională / Divizia Națională Locul III (2): 1994–95, 2009–10 Divizia „A” Campioni (1): 2020–21 Locul III (1): 2005–06 Cupa Moldovei Câștigători (1): 2015–16 Finaliști (3): 2010–11, 2016–17, 2022–23 Supercupa Moldovei Finaliști (1): 2016–17 | Europa League - Turul 2 (2): 2010–11, 2017–18 - Turul 1 (2): 2016–17, 2018–19 |

## Evoluție în competițiile europene
| Competiție             | Meciuri | Victorii | Remize | Înfrângeri | GF | GA | GD  | % Victorii |
| ---------------------- | ------- | -------- | ------ | ---------- | -- | -- | --- | ---------- |
| UEFA Champions League  | 0       | 0        | 0      | 0          | 0  | 0  | +0  | —          |
| UEFA Europa League     | 12      | 3        | 3      | 6          | 9  | 21 | −12 | 25         |
| UEFA Conference League | 0       | 0        | 0      | 0          | 0  | 0  | +0  | —          |
| Total                  | 12      | 3        | 3      | 6          | 9  | 21 | −12 | 25         |

Legenda: GF = Goluri marcate. GA = Goluri primite. GD = Golaveraj/goluri diferența.
| Ediție  | Competiție         | Runda | Adversar         | Tur | Retur | General     |
| ------- | ------------------ | ----- | ---------------- | --- | ----- | ----------- |
| 2010–11 | UEFA Europa League | 1Q    | Khazar Lankaran  | 0–0 | 1–1   | 1–1 (a)     |
| 2010–11 | UEFA Europa League | 2Q    | Dinamo București | 0–2 | 1–5   | 1–7         |
| 2016–17 | UEFA Europa League | 1Q    | Videoton         | 2–0 | 0–3   | 2–3         |
| 2017–18 | UEFA Europa League | 1Q    | Sarajevo         | 2–1 | 1–2   | 3–3 (6–5 p) |
| 2017–18 | UEFA Europa League | 2Q    | Apollon Limassol | 1–2 | 0–3   | 1–5         |
| 2018–19 | UEFA Europa League | 1Q    | Górnik Zabrze    | 1–1 | 0–1   | 1–2         |

## Jucători notabili

Primul logo al clubului

- Eric Sackey
- Jude Ogada
- Julius Adaramola
- Jean-Robens Jerome
- Serghei Pașcenco

## Antrenori
- Al doilea logo al clubului Ivan Danilianț (1984 – 1986)

Al doilea logo al clubului

- Grigori Ianeț (1986 – 1986)
- Eduard Danilov (1987 – 1987)
- Vladimir Gosperskii (1988 – 1988)
- Roman Pokora (1989 – 1989)
- Mihailo Duneț (1989 – 1990)
- Vladimir Bulgakov (1991)
- Ghenadie Firer (1992 – 1993)
- Nicolai Oleanschi (1994 – 1995)
- Armen Simoneanț (2006 – 2007)Al treilea logo al clubului
- Mihailo Duneț (2007)

Al treilea logo al clubului

- Lilian Popescu (2007 – 2008)
- Valeriu Pogorelov (2008 – 2009)
- Oleksandr Dovbii (2009)
- Emil Caras (2009)
- Nicolae Bunea (2009 – 2 octombrie 2012)
- Albert Solomonov (2 octombrie 2012 – 31 decembrie 2012)
- Vitalie Mostovoi (22 ian 2013 – 26 feb 2013)
- Serghei Rogaciov (interimar) (2 martie 2013 – 7 martie 2013)
- Igor Ursachi (2 aprilie 2013 – 30 iunie 2013)
- Leonid Tcaci (1 iulie 2013 – 26 decembrie 2013)
- Nicolae Bunea (26 decembrie 2013 – octombrie 2014[11])
- Veaceslav Rogac și Leonid Tcaci (1 noiembrie 2014 – 12 martie 2015)
- Serghei Dubrovin (12 martie 2015[12] – iunie 2015)
- Serghei Zaițev (1 iulie 2015–?)
- Viktor Dohadailo (interimar) (2015–prezent)